# Marco Silva
Marco Alexandre Saraiva da Silva, noto semplicemente come Marco Silva (Lisbona, 12 luglio 1977), è un allenatore di calcio ed ex calciatore portoghese, di ruolo difensore, tecnico del Fulham.

## Carriera
Subito dopo il suo ritiro da calciatore, avvenuto nell'estate del 2011, Silva è diventato l'allenatore dell'Estoril Praia, all'epoca militante nella Liga de Honra (seconda divisione portoghese). Al termine della stagione 2011-2012 ha conquistato la promozione in Primeira Liga vincendo il campionato di seconda divisione. Nell'annata successiva l'Estoril ha chiuso il campionato con un incredibile 5º posto, qualificandosi così in Europa League per la prima volta nella sua storia. Nella stagione 2013-2014 è riuscito a migliorare il proprio piazzamento in campionato, chiudendo al 4º posto, mentre in Europa League è stato eliminato nella fase a gironi.
Il 21 maggio 2014 ha firmato un contratto triennale con lo Sporting Lisbona, rimpiazzando Leonardo Jardim, che nel frattempo si era portato alla guida dei francesi del Monaco. Il 31 maggio 2015 ha vinto la Coppa di Portogallo ai calci di rigore contro lo Sporting Braga, tuttavia cinque giorni più tardi è stato esonerato a causa di alcuni screzi con la dirigenza.
Il 7 luglio 2015 è diventato il nuovo tecnico dei greci dell'Olympiakos. Alla guida del club bianco-rosso ha vinto il campionato con 85 punti in classifica su 90 (record assoluto per il campionato greco), segnalandosi soprattutto per le 17 vittorie consecutive ottenute tra agosto e gennaio. In Europa League è stato eliminato ai sedicesimi di finale dall'Anderlecht (sconfitta per 0-1 all'andata e per 1-2 al ritorno), mentre in Coppa di Grecia ha perso la finale contro l'AEK Atene (1-2). Al termine della stagione ha annunciato le sue dimissioni per motivi personali.
Il 3 gennaio 2017 è stato nominato nuovo allenatore degli inglesi dell'Hull City, subentrando all'esonerato Mike Phelan, con la squadra ferma all'ultimo posto in classifica; alla fine del campionato i Tigers sono retrocessi in Football League Championship. Il successivo 27 maggio è stato ingaggiato dal Watford, che ha guidato per 24 partite di campionato (7 vittorie, 5 pareggi e 12 sconfitte). Il 21 gennaio 2018 è stato esonerato dopo la sconfitta per 0-2 contro il Leicester City.
Il 1º giugno dello stesso anni è diventato il nuovo allenatore dell'Everton. È stato esonerato il 5 dicembre 2019 dopo la sconfitta per 2-5 in casa del Liverpool, con la squadra al terzultimo posto in campionato.
Il 1º luglio 2021, dopo un anno e mezzo senza squadra, torna su una panchina firmando per il Fulham, con cui vince la Championship. In Premier si piazza 10º nel 2022-2023 e 13° l'anno seguente.

## Statistiche

### Statistiche da allenatore
Statistiche aggiornate al 25 maggio 2025. In grassetto le competizioni vinte.
| Stagione             | Squadra              | Campionato           | Campionato | Campionato | Campionato | Campionato | Coppe nazionali | Coppe nazionali | Coppe nazionali | Coppe nazionali | Coppe nazionali | Coppe continentali | Coppe continentali | Coppe continentali | Coppe continentali | Coppe continentali | Altre coppe | Altre coppe | Altre coppe | Altre coppe | Altre coppe | Totale | Totale | Totale | Totale | % Vittorie | Piazzamento      |
| Stagione             | Squadra              | Comp                 | G          | V          | N          | P          | Comp            | G               | V               | N               | P               | Comp               | G                  | V                  | N                  | P                  | Comp        | G           | V           | N           | P           | G      | V      | N      | P      | %          | Piazzamento      |
| -------------------- | -------------------- | -------------------- | ---------- | ---------- | ---------- | ---------- | --------------- | --------------- | --------------- | --------------- | --------------- | ------------------ | ------------------ | ------------------ | ------------------ | ------------------ | ----------- | ----------- | ----------- | ----------- | ----------- | ------ | ------ | ------ | ------ | ---------- | ---------------- |
| set. 2011-2012       | Estoril Praia        | SL                   | 25         | 15         | 6          | 4          | CP+CdL          | 3+5             | 2+1             | 1+1             | 0+3             | -                  | -                  | -                  | -                  | -                  | -           | -           | -           | -           | -           | 33     | 18     | 8      | 7      | 54,55      | Sub., 1º (prom.) |
| 2012-2013            | Estoril Praia        | PL                   | 30         | 13         | 6          | 11         | CP+CdL          | 1+5             | 0+1             | 0+3             | 1+1             | -                  | -                  | -                  | -                  | -                  | -           | -           | -           | -           | -           | 36     | 14     | 9      | 13     | 38,89      | 5º               |
| 2013-2014            | Estoril Praia        | PL                   | 30         | 15         | 9          | 6          | CP+CdL          | 4+3             | 3+1             | 0+1             | 1+1             | UEL                | 10                 | 3                  | 4                  | 3                  | -           | -           | -           | -           | -           | 47     | 22     | 14     | 11     | 46,81      | 4º               |
| Totale Estoril Praia | Totale Estoril Praia | Totale Estoril Praia | 85         | 43         | 21         | 21         |                 | 21              | 8               | 6               | 7               |                    | 10                 | 3                  | 4                  | 3                  |             | -           | -           | -           | -           | 116    | 54     | 31     | 31     | 46,55      |                  |
| 2014-2015            | Sporting Lisbona     | PL                   | 34         | 22         | 10         | 2          | CP+CdL          | 7+4             | 5+2             | 2+1             | 0+1             | UCL+UEL            | 6+2                | 2+0                | 1+1                | 3+1                | -           | -           | -           | -           | -           | 53     | 31     | 15     | 7      | 58,49      | 3º               |
| 2015-2016            | Olympiakos           | SL                   | 30         | 28         | 1          | 1          | CG              | 10              | 7               | 2               | 1               | UCL+UEL            | 6+2                | 3+0                | 0+0                | 3+2                | -           | -           | -           | -           | -           | 48     | 38     | 3      | 7      | 79,17      | 1º               |
| gen.-giu. 2017       | Hull City            | PL                   | 18         | 6          | 3          | 9          | FACup+CdL       | 2+2             | 1+1             | 0+0             | 1+1             | -                  | -                  | -                  | -                  | -                  | -           | -           | -           | -           | -           | 22     | 8      | 3      | 11     | 36,36      | Sub. 18º (retr.) |
| 2017-gen. 2018       | Watford              | PL                   | 24         | 7          | 5          | 12         | FACup+CdL       | 1+1             | 1+0             | 0+0             | 0+1             | -                  | -                  | -                  | -                  | -                  | -           | -           | -           | -           | -           | 26     | 8      | 5      | 13     | 30,77      | Eson.            |
| 2018-2019            | Everton              | PL                   | 38         | 15         | 9          | 14         | FACup+CdL       | 2+2             | 1+1             | 0+1             | 0+1             | -                  | -                  | -                  | -                  | -                  | -           | -           | -           | -           | -           | 42     | 17     | 10     | 15     | 40,48      | 8º               |
| 2019-gen. 2020       | Everton              | PL                   | 15         | 4          | 2          | 9          | FACup+CdL       | 0+3             | 0+3             | 0+0             | 0+0             | -                  | -                  | -                  | -                  | -                  | -           | -           | -           | -           | -           | 18     | 7      | 2      | 9      | 38,89      | Eson.            |
| Totale Everton       | Totale Everton       | Totale Everton       | 53         | 19         | 11         | 23         |                 | 7               | 5               | 1               | 1               |                    | -                  | -                  | -                  | -                  |             | -           | -           | -           | -           | 60     | 24     | 12     | 24     | 40,00      |                  |
| 2021-2022            | Fulham               | FLC                  | 46         | 27         | 9          | 10         | FACup+CdL       | 2+2             | 1+1             | 0+1             | 1+0             | -                  | -                  | -                  | -                  | -                  | -           | -           | -           | -           | -           | 50     | 29     | 10     | 11     | 58,00      | 1º (prom.)       |
| 2022-2023            | Fulham               | PL                   | 38         | 15         | 7          | 16         | FACup+CdL       | 5+1             | 3+0             | 1+0             | 1+1             | -                  | -                  | -                  | -                  | -                  | -           | -           | -           | -           | -           | 44     | 18     | 8      | 18     | 40,91      | 10°              |
| 2023-2024            | Fulham               | PL                   | 38         | 13         | 8          | 17         | FACup+CdL       | 2+6             | 1+2             | 0+3             | 1+1             | -                  | -                  | -                  | -                  | -                  | -           | -           | -           | -           | -           | 46     | 16     | 11     | 19     | 34,78      | 13°              |
| 2024-2025            | Fulham               | PL                   | 38         | 15         | 9          | 14         | FACup+CdL       | 4+2             | 2+1             | 1+1             | 1+0             | -                  | -                  | -                  | -                  | -                  | -           | -           | -           | -           | -           | 44     | 18     | 11     | 15     | 40,91      | 11°              |
| Totale Fulham        | Totale Fulham        | Totale Fulham        | 160        | 70         | 33         | 57         |                 | 24              | 11              | 7               | 6               |                    | -                  | -                  | -                  | -                  |             | -           | -           | -           | -           | 184    | 81     | 40     | 63     | 44,02      |                  |
| Totale carriera      | Totale carriera      | Totale carriera      | 404        | 195        | 84         | 125        |                 | 79              | 41              | 19              | 19              |                    | 26                 | 8                  | 6                  | 12                 |             | -           | -           | -           | -           | 509    | 244    | 109    | 156    | 47,94      |                  |

## Palmarès

### Allenatore

#### Club

##### Competizioni nazionali
- Segunda Liga: 1

Estoril Praia: 2011-2012
- Coppa del Portogallo: 1

Sporting Lisbona: 2014-2015
- Campionato greco: 1

Olympiakos: 2015-2016
- Campionato inglese di seconda divisione: 1

Fulham: 2021-2022